# Caserío Gorostiza
El caserío Gorostiza situado en la Anteiglesia de Uribarri en el municipio de Mondragón (Guipúzcoa, España) es un edificio perteneciente a la tipología del caserío vasco, aunque hoy se encuentre en un entorno urbano. Consta de planta baja, primera y desván. Se apareja mayoritariamente en mampostería vista y presenta dos cuerpos adosados que configuran una planta sensiblemente cuadrada.
La fachada principal, excepto un balcón, presenta ventanas con dintel de madera dispuestas en eje. El desván se cierra con ladrillo y tiene dos huecos triangulares. El lateral izquierdo presenta un par de ventanas. En el lateral derecho se observa el adosado en el que se conserva el elemento de mayor interés arquitectónico del edificio: acceso en arco apuntado y adovelado.
La fachada posterior es casi ciega, con un vano a modo de aspillera. En esta fachada el aparejo de piedra es más regular, lo que denota la antigüedad del edificio.